# ULTRA-ACT
『ULTRA-ACT』（ウルトラアクト）は、バンダイから発売されているアクションフィギュアのシリーズ。

## 概要
S.H.Figuartsなどで培ってきたノウハウをベースに「ウルトラマンの可動フィギュアの決定版」を目指して開発されており、その名の通りほぼ「ウルトラシリーズ」のみで製作されてきた。ウルトラマンが持つ「スーツのライン」の自然さを追求した可動フィギュアシリーズであり、過去に同社が発売していた「ウルトラ超合金」などに比べると自然なシルエットのポージングが可能。添付されるエフェクトパーツで光線技などのシーンにも対応している。

## ラインナップ

### ウルトラシリーズ
ウルトラマン
- ウルトラマン（2010年6月）
- ゴモラ（2010年7月）
- バルタン星人（2010年7月）- 商品名には書かれていないが、いわゆる二代目
- ゾフィー（2012年5月）
- ウルトラマン（2012年7月）- 前の商品とは別造形 
- レッドキング（2012年8月）

ウルトラセブン
- ウルトラセブン（2010年12月）
- エレキング（2010年12月）
- ウルトラセブン（2013年9月）- 前の商品とは別造形

帰ってきたウルトラマン
- ウルトラマンジャック（2013年3月）

ウルトラマンA
- ウルトラマンエース（2012年10月）
- エースキラー（2013年4月）
- ウルトラの父（2013年5月）

ウルトラマンタロウ
- ウルトラマンタロウ（2013年6月）

ウルトラマンレオ
- ウルトラマンレオ（2011年5月）
- マグマ星人（2011年5月）
- ウルトラマンレオ (2014年3月) - 前の商品とは別造型

ウルトラマンティガ
- ウルトラマンティガ マルチタイプ（2011年3月）
- キリエロイド（2011年3月）
- ウルトラマンティガ スカイタイプ（2011年4月）
- ティガダーク（2011年4月）
- イーヴィルティガ（2011年7月）
- ウルトラマンティガ パワータイプ（2011年8月）
- ウルトラマンティガ マルチタイプ（2014年8月） - 前の商品とは別造型

ウルトラマンダイナ
- ウルトラマンダイナ（2012年2月）

ウルトラマンガイア
- ウルトラマンガイア(V2)（2011年10月）
- ウルトラマンアグル(V2)（2011年11月）

ウルトラマンネクサス
- ウルトラマンネクサス(ジュネッス)（2013年2月）
- ウルトラマンネクサス ジュネッスブルー（2013年7月）

ウルトラマンマックス
- ウルトラマンマックス（2012年8月）

ウルトラマンメビウス
- ウルトラマンメビウス（2010年11月）
- ザムシャー（2010年11月）
- ウルトラマンメビウス（2014年10月） - 前の商品とは別造型

大怪獣バトル ウルトラ銀河伝説 THE MOVIE
- ウルトラマンベリアル（2010年7月）
- ウルトラマンゼロ（2010年8月）
- ブラザーズマント（2012年5月）
- ウルトラマンゼロ（2014年1月）-前の商品とは別造形

ウルトラマンゼロ THE MOVIE 超決戦!ベリアル銀河帝国
- ウルティメイトゼロ（2011年1月）
- カイザーベリアル（2011年1月）
- グレンファイヤー（2011年9月）
- ミラーナイト（2011年11月）
- ジャンボット（2011年12月）

ウルトラマンギンガ
- ウルトラマンギンガ（2014年6月）

ULTRAMAN (漫画)
- ULTRA-ACT × S.H.Figuarts ULTRAMAN（2015年7月）-S.H.Figuartsとのダブルブランドアイテム

### 他作品のシリーズ
電光超人グリッドマン
- グリッドマン（2012年9月）
- サンダーグリッドマン（2013年1月）

### 通信販売
魂ウェブ商店
- ダークロプスゼロ（2011年1月）
- ゴルザ（2011年8月）
- アストラ（2011年9月）
- アンドロメロス（2012年6月）
- ジャンキラー（2012年7月）
- ウルトラマンガイア(スプリーム・ヴァージョン)（2012年9月）
- ウルトラマンアグル&光臨エフェクトセット（2013年2月）- ガイアV2購入特典の光臨エフェクトのリデコ品が付属
- キンググリッドマン（2013年8月）
- ウルトラマンジョーニアス（2013年10月）
- ウルトラマンジョーニアス（アニメカラーVer.）（2013年10月）
- ウルトラの母（2013年11月）
- ダークザギ（2013年12月）
- ウルトラマンノア（2014年1月）
- 合体電神ゴッドゼノン（2014年3月）
- ウルトラマンガイア&XIGファイターセット（2014年4月）
- にせウルトラマン（2014年5月）- 前の商品とは別造形
- ストロングコロナゼロ&ルナミラクルゼロ（2014年7月）
- アストラ（2014年8月）- 前の商品とは別造形
- ウルティメイトゼロ（2014年9月）- 前の商品とは別造形
- ウルトラマンダーク&ウルトラセブンダーク（2014年10月）
- ウルトラマンキング（2014年11月）
- ウルトラマン80（2015年1月）
- エースロボット&ゴルゴダ星セット（2015年3月）
- ウルトラマンヒカリ（2015年4月）
- ユリアン（2015年5月）
- ウルトラマンティガ スカイタイプ&パワータイプ（2015年6月）- 前の商品とは別造形
- ゾフィー ウルトラマンメビウス Special Set（2015年7月）- 前の商品とは付属品が変更されている。
- ウルトラマンメビウス メビウスバーニングブレイブ（2015年8月）
- ハンターナイトツルギ（2015年9月）
- ウルトラマンコスモス ルナモード（2015年10月）
- グリッターティガ&カミーラセット（2015年11月）
- ウルトラマンメビウス メビウスフェニックスブレイブ（2016年3月）
- ULTRA-ACT × S.H.Figuarts ULTRAMAN Special ver.（2016年5月） - S.H.Figuartsとのダブルブランドアイテム。
- ULTRA-ACT × S.H.Figuarts ULTRAMAN SUIT ver 7.2（2016年8月） - S.H.Figuartsとのダブルブランドアイテム。
- ULTRA-ACT × S.H.Figuarts ACE SUIT（2017年2月） - S.H.Figuartsとのダブルブランドアイテム。
- ULTRA-ACT × S.H.Figuarts BEMULAR（2017年7月） - S.H.Figuartsとのダブルブランドアイテム。
- ULTRA-ACT × S.H.Figuarts ULTRAMAN リミッター解除ver.（2017年9月） - S.H.Figuartsとのダブルブランドアイテム。

### 限定販売・キャンペーン景品
限定販売
- にせウルトラマン（2011年2月開催『TAMASHII Feature's - 魂フィーチャーズ VOL.2 -』）

店頭キャンペーン商品に同梱されず、店頭で受け渡される景品。
- ULTRA-ACT 「ULTRA-ACT BOX」プレゼントキャンペーン

- ウルトラマンデザイン（2010年12月25日より）
- ウルトラセブンデザイン（2010年12月25日より）
- ウルトラマンゼロデザイン（2010年12月25日より）

- ULTRA-ACT ウルトラマンティガ発売記念 2ヶ月連続3(トリプル)キャンペーン

- ガッツウィング1号（2011年3月19日より、ティガ マルチタイプ&キリエロイド初回特典）
- マキシマオーバードライブテスト機（2011年4月下旬より、ティガ スカイタイプ初回特典）
- 特製台座（2011年4月下旬より、ティガダーク初回特典）

- 光臨エフェクト（ガイアV2購入特典）

## 関連書籍
フィギュア王No.149発行：ワールドフォトプレス 発行日：2010年6月24日 ISBN 978-4-8465-2831-7